# Phellopsylla formicosa
Phellopsylla formicosa är en insektsart som först beskrevs av Walter Wilson Froggatt 1900.  Phellopsylla formicosa ingår i släktet Phellopsylla och familjen rundbladloppor. Inga underarter finns listade i Catalogue of Life.